# Рахат-лукум
Раха́т-луку́м или просто лукум (араб. راحة الحلقوم‎ —  Ра́хат аль-хульку́м — «удовольствие для горла»‎; тур. lokum) — кондитерское изделие в виде мягких, полупрозрачных, сахарно-крахмальных кубиков, обсыпанных сахарной пудрой. Один из самых известных видов восточных сладостей.

## Этимология названия
Значение турецких слов: раха(т) — «удовольствие» или «комфорт, удобство, счастье»; локом — «кусочки» (множественное число) от локма — «кусочек». Происходит название от арабского rahat al-hulqum (راحة الحلقوم / rāḥatu ʾl-ḥulqūm), что можно перевести, как «удовольствие для горла». В арабском языке рахат-лукум обычно произносится раха(т) (араб. راحة‎ окончание ة(т) немое, пишется, но не произносится), без добавления слова локом. Лукум является также традиционным лакомством на Балканском полуострове.

## История
В Стамбуле в конце XVIII века это лакомство было подобающим образом оформлено и предложено султану придворным турецким кондитером Али Мухиддин Хаджи Бекиром.
В 1897 году внук Хаджи Бекира, Мехмед Мухиддин, представил рахат-лукум европейской публике на Брюссельской выставке, получил золотую медаль выставки и заключил контракты на поставку рахат-лукума в Европу.

## Приготовление
Эта сладость готовится из крахмала, патоки и сахара с добавлением орехов или фруктовых соков.
Готовый лукум хранится так, чтобы избежать контакта с воздухом.

## Разновидности
Существует огромное количество видов лукума, которые различаются по своему составу и форме.
По виду наполнителя лукум может быть:
- фруктовым или ягодным (с добавлением фруктовых или ягодных соков и/или ароматизаторов)
- ореховым (с фисташками, фундуком, миндалём, арахисом);
- комбинированным (с добавлением и фруктовых соков и орехов);
- с экстрактом розы (розовой водой, розовым сиропом) или хиосской мастики (последний вариант обладает выраженным крайне специфическим вкусом);
- простым (при изготовлении не используют дополнительных добавок: только сахар, крахмал и воду).

В качестве основного подсластителя может использоваться либо мёд, либо сахар.
Рахат-лукум может продаваться, нарезанным кубиками (крупными или мелкими), а также брикетами (без предварительной нарезки).
Кроме однородного лукума, бывает слоённый (многослойный), имеющий форму рулета, в котором слои лукума чередуются со слоями нуги.

## В искусстве
Четвёртая глава книги Клайва Стейплза Льюиса «Лев, колдунья и платяной шкаф» из цикла книг «Хроники Нарнии» называется «Рахат-лукум» (в других переводах «Турецкие сладости»). Этим лакомством Белая Колдунья, захватившая Нарнию, соблазняет земного мальчика Эдмунда Певенси.

## Галерея
- Рахат-лукум на витрине турецкого магазина.
- Рахат-лукум с добавлением розовой воды.
- Несколько вариантов рахат-лукума, обсыпанного кокосовой стружкой.
- Каймак-лукум.
- Румынский рахат-лукум с фруктовыми вкусами.
- Многослойный рахат-лукум.
- Рахат-лукум в обсыпке, продаваемый брикетами.
- Рахат-лукум, продаваемый в виде небольших рулетиков (центральный ряд) рядом с чурчхелой (выше справа)